# Trattato di Gand
Il trattato di Gand, firmato il 24 dicembre 1814 a Gand, nell'allora Principato dei Paesi Bassi Uniti, fu il trattato di pace che pose fine alla guerra del 1812 fra gli Stati Uniti e il Regno Unito. 
La guerra fu senza esito e il trattato ripristinò la situazione esistente prima del conflitto.

## Storia
Fra i negoziatori per il Regno Unito vi furono personaggi di secondo piano quali William Adams, Lord James Gambier e Henry Goulburn. Gli incontri subirono lunghe interruzioni, anche di alcune settimane, in quanto i diplomatici britannici attendevano disposizioni da Londra. La delegazione americana era guidata invece da cinque autorevoli politici americani, che avevano pieni poteri decisionali: John Quincy Adams, James A. Bayard, Sr., Henry Clay, Albert Gallatin e Jonathan Russell.
La guerra era terminata in fase di stallo. Gli Stati Uniti non vollero mai annettere il Canada, ma soltanto conquistare delle terre da usare come valore di scambio per la trattazione di altri contenziosi. I problemi della limitazione dei commerci, così intimamente legati alla guerra contro Napoleone, ormai in esilio, non furono neanche affrontati. La minaccia indiana, che era stata uno dei motivi principali della guerra, era stata distrutta. L'opinione pubblica desiderava fortemente la pace e non c'era nessuna ragione per continuare la guerra.
Il trattato ripristinò i confini esistenti prima della guerra e portò al rilascio di tutti i prigionieri. Esso non portò cambiamenti notevoli, ma sanzionò alcune promesse. Il Regno Unito promise di restituire gli schiavi catturati, ma, invece di procedere alla restituzione, pagò, qualche anno più tardi, 250 000 sterline agli Stati Uniti. Proposte britanniche per creare una zona cuscinetto indiana (in Ohio e Michigan) vennero meno dopo il crollo della comunità indiana. Anche le deboli garanzie riguardo al trattamento dei nativi da parte degli americani vennero ignorate.
I combattimenti ebbero termine non appena la notizia del trattato giunse al fronte, ma questo accadde dopo la vittoria americana nella battaglia di New Orleans del gennaio 1815. Il Senato lo approvò unanimemente il 16 febbraio 1815 e il presidente James Madison scambiò i documenti con un diplomatico britannico a Washington il 17 febbraio; il trattato fu solennemente proclamato il giorno seguente. Undici giorni più tardi, il 1º marzo, Napoleone fuggì dall'isola d'Elba per riprendere le guerre napoleoniche, costringendo i britannici a concentrarsi su una nuova minaccia.